# Karvel Anderson
Karvel Markeese Anderson (Elkhart, Indiana, 3 de junio de 1991) es un jugador de baloncesto estadounidense que pertenece a la plantilla del Lokomotiv Kuban  de la VTB United League. Con 1,88 metros de estatura, juega en la posición de base.

## Trayectoria deportiva

### Universidad
Tras pasar dos años en el Community College de Glen Oaks, en 2012 fue transferido a los Robert Morris de la Universidad Robert Morris, donde jugó dos temporadas más en las que promedió 16,3 puntos, 3,0 rebotes, 1,2 asistencias y 1,1 robos de balón por partido, En su última temporada fue incluido en el mejor quinteto de la Northeast Conference, siendo elegido además Jugador del Año. Fue el único jugador de toda la División I de la NCAA en aparecer entre los 10 mejores del país en triples por partido (3,31) y en porcentaje de acierto (46,3%).

### Profesional
Tras no ser elegido en el Draft de la NBA de 2014, firmó su primer contrato profesional con el Andrea Costa Imola de la Legadue Gold italiana, renovando al año siguiente por una temporada más, en la que promedió 17,3 puntos y 3,8 rebotes por partido.
En junio de 2016 fichó por el Maccabi Haifa B.C. israelí por dos temporadas, pero se desvinculó del equipo en septiembre, antes del comienzo de la competición. Pocos días después fichó por el Eisbären Bremerhaven alemán, donde en su primera temporada promedió 11,6 puntos y 3,0 rebotes por partido.
Disputa la temporada 2018-2019 en las filas del BCM Gravelines, en la que Anderson promedió 14,1 puntos, 3 rebotes y 3 asistencias por partido, con un acierto del 42 por ciento en triples y del 80 por ciento en tiros libres; además de poseer el récord de triples anotados en un partido con 12.
En julio de 2019, llega a España para firmar como jugador del Baloncesto Fuenlabrada por una temporada.
Tras finalizar la campaña en España, se marcha a Turquía firmando con el Demir İnşaat Büyükçekmece
En julio de 2021, regresa a Italia para jugar en las filas del Scaligera Basket Verona de la Serie A2 Este, la segunda categoría del baloncesto en Italia. Su equipo se consagró campeón, por lo que Anderson, tras renovar su contrato, hizo su debut en la Serie A.
En mayo de 2023 dejó el club italiano para reforzar al equipo kazajo B.C. Astana de la West Asia Super League.
El 12 de abril de 2024 fichó por el Lokomotiv Kuban de la VTB United League.